# リーチ (曲)
「リーチ」 (Reach)は、グロリア・エステファンの楽曲。通算17枚目（ソロ名義では7枚目）のスタジオ・アルバム『デスティニー』から1枚目のシングルとしてリリースされた。1996年アトランタオリンピックの公式テーマソングの内の一つであり、閉会式で披露した。
マーカス・ニスペルが監督を務めたミュージック・ビデオには2種類のバージョンが存在し、内一つにはオリンピックの映像が組み込まれている。
アメリカの総合チャートBillboard Hot 100では最高位42位ながら20週もの間チャートインし続けた。

## 収録曲
日本盤 マキシ・シングル
1. リーチ（アルバム・ヴァージョン）
2. リーチ（ラヴ・トゥ・インフィニティーズ・ラジオ・マスター・ミックス）
3. リーチ（ラヴ・トゥ・インフィニティーズ・ウォーク・イン・ザ・パーク・ラジオ・ミックス）
4. リーチ（ハイヤー・ラジオ・ミックス）
5. リーチ（ゴールド・メダル・ミックス）
6. リーチ（ハイヤー・クラブ・ミックス・ヴォックス・アップ）
7. アブリエンド・プエルタス〜扉を開けて（アフリキューバ・ミックス）

## チャート
| チャート (1996年)                       | 最高位 |
| --------------------------------------- | ------ |
| オーストラリア (ARIA)                   | 23     |
| カナダ トップシングルス (RPM)           | 26     |
| カナダ アダルト・コンテンポラリー (RPM) | 6      |
| チェコ (IFPI CR)                        | 3      |
| ヨーロッパ (Eurochart Hot 100)          | 47     |
| ドイツ (GfK Entertainment charts)       | 58     |
| ハンガリー (Mahasz)                     | 8      |
| イタリア (Musica e dischi)              | 21     |
| オランダ (Dutch Top 40 Tipparade)       | 2      |
| オランダ (Single Top 100)               | 46     |
| ノルウェー (VG-lista)                   | 10     |
| スコットランド (OCC)                    | 18     |
| スペイン (Promusicae)                   | 2      |
| スウェーデン (Sverigetopplistan)        | 19     |
| UK シングルス (OCC)                     | 15     |
| US Billboard Hot 100                    | 42     |
| US Adult Contemporary (Billboard)       | 5      |
| US Adult Top 40 (Billboard)             | 29     |
| US Dance Club Songs (Billboard)         | 2      |